# Wikipedia tiếng Uzbek
Wikipedia tiếng Uzbek (tiếng Uzbek: Oʻzbekcha Vikipediya) là phiên bản tiếng Uzbek của Wikipedia, được khởi tạo vào tháng 12 năm 2003.